# Hôtel Bony
L'hôtel Bony est un hôtel particulier situé à Paris en France,  édifié en 1826 par l'architecte Jules de Joly pour René Bony, entrepreneur de travaux publics.

## Localisation
Il est situé au 32 rue de Trévise, dans le 9e arrondissement de Paris.  

## Description
Il s'agit d'un hôtel de style Charles X sur trois étages. L'entrée sur cour est visible depuis le fond de l'allée du 13, rue Bleue. L'autre façade donne sur le jardin et est visible du 32, rue de Trévise. 
Les façades, l'escalier orné de dessins premier Empire et le grand salon de style Révolution sont inscrits depuis 1927 à l'inventaire des monuments historiques.

## Histoire
L'hôtel Bony est construit en 1826 par Jules-Jean-Baptiste de Joly pour l'entrepreneur René Bony[réf. souhaitée].
Il est ensuite habité par le maréchal Édouard Mortier, duc de Trévise.
Il est classé partiellement au titre des monuments historiques le 8 avril 1976. Sa grille y est inscrite le 15 juillet 1986.
L'hôtel Bony est occupé depuis début 2024 par l'entreprise française Morning.